# Ali MacGraw
Elizabeth Alice MacGraw (New York, 1º aprile 1939) è un'attrice ed ex modella statunitense.
È stata candidata all'Oscar alla miglior attrice per Love Story, vincendo il Golden Globe come miglior attrice drammatica.

## Biografia
Figlia di Richard MacGraw, di origini scozzesi, e di Frances Klein, grafica pubblicitaria, ha un fratello, Dick, artista. La madre, di origini ungheresi, aveva anche ascendenze ebraiche, che pare avesse taciuto al padre, descritto da Ali come un uomo bigotto e violento. Diplomatasi al Wellesley College dopo aver studiato storia dell'arte, Ali MacGraw fece parte della redazione della rivista Harper Bazaar's come aiuto di un celebre fotografo di moda, e lei stessa fu una fotomodella di grande successo.
Dopo aver esordito con una piccola parte sul grande schermo con il poliziesco Jim l'irresistibile detective (1968) di David Lowell Rich, fu protagonista, accanto a Richard Benjamin, della commedia romantica La ragazza di Tony (1969) di Larry Peerce, nel ruolo di una ragazza facile ai flirt, e raggiunse il grande successo internazionale nel 1970, come protagonista del film drammatico Love Story di Arthur Hiller, nel ruolo di una studentessa universitaria la cui storia d'amore con un coetaneo (Ryan O'Neal) è sconvolta dal cancro. Per questa interpretazione la MacGraw ottenne una candidatura all'Oscar e un premio Golden Globe, consolidando la propria fama con l'apparizione in copertina su Time. Nel 1971 comparve anche nell'elenco delle donne peggio vestite del critico di moda Richard Blackwell.
Nel 1972 lascia il secondo marito, il produttore Robert Evans, capo della Paramount Pictures, e il loro figlio Josh (all'epoca di appena tre anni) per andare a vivere con l'attore Steve McQueen, che sposerà nel 1973 e con cui aveva recitato in Getaway! (1972) di Sam Peckinpah nel difficile ruolo di una ladra assassina. L'unione con McQueen fu tormentata e terminò con il divorzio nel 1978. Nello stesso periodo l'attrice si allontanò dalle scene, salvo qualche fugace apparizione, come in Convoy - Trincea d'asfalto (1978) di Sam Peckinpah e L'ultimo gioco (1979) di Anthony Harvey. Negli anni ottanta tornò sul set, lavorando con registi importanti, come Sidney Lumet che nel 1980 la diresse nella commedia Dimmi quello che vuoi, e nelle due popolari serie televisive Venti di guerra (1983) e Dynasty (1984-1985).

## Filmografia

### Cinema
- Jim l'irresistibile detective (A Lovely Way to Die), regia di David Lowell Rich (1968)
- La ragazza di Tony (Goodbye, Columbus), regia di Larry Peerce (1969)
- Love Story, regia di Arthur Hiller (1970)
- Getaway! (The Getaway), regia di Sam Peckinpah (1972)
- Convoy - Trincea d'asfalto (Convoy), regia di Sam Peckinpah (1978)
- L'ultimo gioco (Players), regia di Anthony Harvey (1979)
- Dimmi quello che vuoi (Just Tell Me What You Want), regia di Sidney Lumet (1980)
- Murder Elite, regia di Claude Watham (1986)
- Per cause naturali (Natural Causes), regia di James Becket (1994)
- Glam, regia di Josh Evans (1997)
- Get Bruce, regia di Andrew J. Kuehn (1999) – documentario
- The Kid Stays in the Picture, regia di Nanette Burstein (2002)

### Televisione
- Venti di guerra (The Winds of War) – miniserie TV (1983)
- China Rose, regia di Robert Day – film TV (1983)
- Dynasty – serie TV (1984-1985)
- Dispersi nel deserto blu (Survive the Savage Sea), regia di Kevin James Dobson – film TV (1992)
- Gunsmoke: The Long Ride, regia di Jerry Jameson – film TV (1993)

## Riconoscimenti
- Premio Oscar
  - 1971 – Candidatura alla miglior attrice per Love Story
- Golden Globe
  - 1970 – Migliore attrice debuttante per La ragazza di Tony
  - 1971 – Migliore attrice in un film drammatico per Love Story
  - 1972 – Henrietta Award

## Doppiatrici italiane
Nelle edizioni in italiano dei suoi film, Ali MacGraw è stata doppiata da:
- Ludovica Modugno in Love Story, Getaway!
- Ada Maria Serra Zanetti in Convoy - Trincea d'asfalto
- Maria Pia Di Meo in Dynasty
- Sonia Scotti in Venti di guerra
- Silvana Fantini in Dispersi nel deserto blu